# Diocèse de Palmerston North

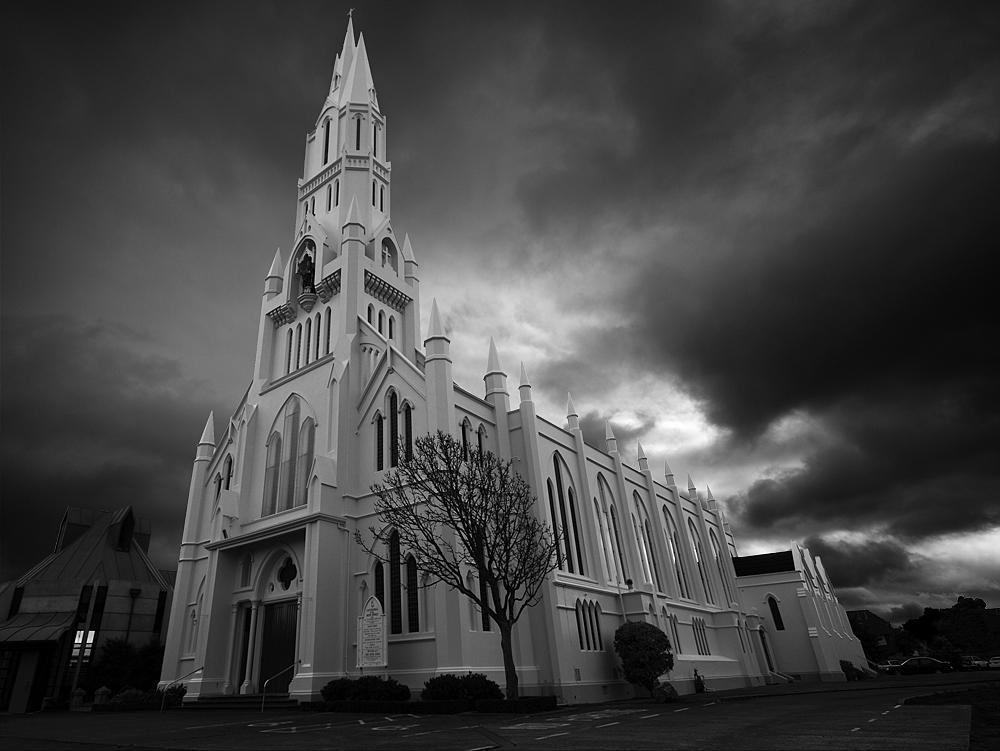
Vue de la cathédrale du Saint-Esprit de Palmerston North.

Le diocèse de Palmerston North (Dioecesis Palmerstonaquiloniana) est un territoire ecclésiastique de l'Église catholique de Nouvelle-Zélande, suffragant de l'archidiocèse de Wellington. En 2016, il comptait 60.285 baptisés sur 460.619 habitants. Le siège épiscopal est vacant depuis le 4 octobre 2019.

## Territoire
Le diocèse comprend la ville de Palmerston North, où se trouve la cathédrale du Saint-Esprit.
Son territoire est subdivisé en 22 paroisses.

## Histoire
Le diocèse est érigé le 6 mars 1980 par la bulle Properamus et gestimus de saint Jean-Paul II, recevant son territoire de l'archidiocèse de Wellington.

## Statistiques
- En 1990, le diocèse comptait 71.106 baptisés pour 427.845 habitants (16,6%), 115 prêtres (50 séculiers, 65 réguliers), 112 religieux et 163 religieuses dans 36 paroisses.
- En 2016, il comptait 60.285 baptisés pour 460.619 habitants (13,1%), 53 prêtres (34 séculiers, 19 réguliers), 28 religieux et 62 religieuses dans 22 paroisses.

Dans un pays fortement déchristianisé (toutes confessions chrétiennes comprises), où la moitié de la population se déclare sans religion, on note aussi un effritement chez les catholiques : en un quart de siècle, on constate une division par deux des prêtres et un effondrement des vocations religieuses (le nombre de 112 religieux passe à 28) essentiellement enseignantes avec la disparition de plusieurs congrégations apostoliques masculines, tandis que les vocations féminines s'éteignent aussi. Les chiffres ci-dessus ne mettent pas en lumière l'implication croissante du laïcat dans différents mouvements et services.   